# カン・ヘジョン
カン・ヘジョン（朝: 강혜정、1982年1月4日 - ）は、韓国の女優。仁川出身。2013年8月、YGエンターテインメント所属からC-JESエンターテイメントに移籍。 ソウル芸術大学演劇科卒業。 身長162cm、体重46kg。血液型O型。

## 来歴
1997年、ハイティーン雑誌のモデルとして芸能界デビュー。
2003年、オーディションで300人の中から選ばれて出演した映画『オールド・ボーイ』にて一気に注目を浴びる。
2005年の映画『トンマッコルへようこそ』では村人ヨイルを演じ、第43回大鐘賞・助演女優賞を受賞した。

2009年10月、韓国のヒップホップユニット「エピック・ハイ」のタブロ（TABLO、2歳年上）と結婚。
2010年、子供を出産。
2013年8月、JYJのマネージメントエージェンシーとして設立されたC-JESエンターテイメントへ移籍。

## 人物
- 趣味：歌、語学
- 特技：歌、ダンス
- さとう珠緒や水原希子に似ているとよく言われる[要出典]。
- 右足の甲の部分にタトゥーを入れている。

## 主な出演作品

### 映画
- 蝶（2001年）
- オールド・ボーイ（2003年） - ミド 役
- 美しい夜、残酷な朝「cut」（2004年）
- 南極日誌（2005年）
- 恋愛の目的（2005年）
- トンマッコルへようこそ（2005年）
- 親切なクムジャさん（2005年）
- とかげの可愛い嘘（2006年）
- インビジブル・ウェーブ（2007年）
- うちにどうして来たの（2009年）
- ガールフレンズ（2009年）
- 裏話：監督が狂いました（2013年）

### テレビドラマ
- ウンシリ（1999年、SBS）
- ミス・リプリー（2011年、MBC） - ムン・ヒジュ 役
- 花いちもんめ(2007年、KBS)